# Taste (песня Сабрины Карпентер)
«Taste» — песня американской певицы и автора-исполнителя Сабрины Карпентер. Она вышла 23 августа 2024 года на лейбле Island Records в качестве третьего сингла из её шестого студийного альбома Short n’ Sweet (2024). Карпентер написала песню вместе с Джулией Майклз и Эми Аллен, а продюсировали её Джон Райан и Ян Киркпатрик. В тексте песни «Taste» затрагиваются сложные вопросы взаимоотношений. Дэйв Мейерс выступил режиссёром клипа, в котором снялась Дженна Ортега.
Как и два предыдущих сингла Карпентер, «Espresso» и «Please Please Please», «Taste» сразу же завоевал успех, заняв второе место в Billboard Hot 100 и став третьим синглом, вошедшим в десятку лучших в этом чарте. За пределами Соединённых Штатов «Taste» возглавил чарты в Австралии, Ирландии и Великобритании, став третьим подряд синглом Карпентер номер один во всех трёх странах. Кроме того, песня попала в топ-10 ещё в пятнадцати странах, а также заняла второе место в чарте Billboard Global 200.

## История
В январе 2021 года Сабрина Карпентер подписала контракт с Island Records. В марте 2024 года она объявила, что работает над шестым студийным альбомом, исследуя новые жанры и ожидая, что он станет предвестником новой главы в её жизни. В преддверии своего выступления на фестивале Коачелла Карпентер объявила, что сингл под названием «Espresso» будет выпущен 11 апреля 2024 года. Песня имела неожиданный успех, став её первым синглом номер один в чарте Billboard Global 200 и первой песней, вошедшей в топ-10 Billboard Hot 100. За ней последовал сингл «Please Please Please» (2024), который достиг первого места в Billboard Hot 100.
До официального объявления по всему Нью-Йорку стали появляться рекламные щиты с твитами о росте Карпентер. 3 июня 2024 года она объявила, что альбом под названием Short n’ Sweet будет выпущен Island Records 23 августа 2024 года, и показала обложку. Треклист был обнародован 9 июля 2024 года.
Карпентер написал песню «Taste» вместе с Джулией Майклз и Эми Аллен, а продюсированием занимались Джон Райан и Ян Киркпатрик. Песня должна стать синглом после выхода альбома. По словам Эрики Кэмпбелл из Paper, в ней Карпентер откровенно затрагивает сложные проблемы взаимоотношений, произнося такие слова: «Я была известна тем, что делилась. Тебе просто придётся попробовать меня на вкус, когда он будет целовать тебя». Отвечая на вопрос о смелой теме песни в интервью, Карпентер заявила: «Я напишу любую песню. Это не значит, что я её выложу, но я её напишу. Я думаю, что череда неудачных событий, с которыми я столкнулся в отношениях, не является секретом для людей, которые знают меня или думают, что знают».

## Композиция
Песня «Taste» длится две минуты и 37 секунд. Райан и Бунетта запрограммировали песню и спродюсировали её вместе с Киркпатриком. Райан и Бунетта играют на гитаре, бас-гитаре, барабанах и перкуссии, а Аарон Стерлинг — на ударных. Райан и Джефф Ганнелл записали песню в студиях Perch в Калабасасе, Калифорния, Juicy Hill Studios на Багамах и Playpen в Калабасасе, Калифорния; Сербан Генеа смикшировал её в MixStar Studios в Вирджиния-Бич при участии Брайса Бордоне; а Натан Данцлер сделал мастеринг при содействии Харрисона Тейта. «Taste» — это песня в стиле поп и слэкер-рок. По словам Джейсона Липшутца из Billboard, в ней «слились воедино рок-гитара, вокал в стиле кантри и мелодии диско». Линдси Золадз из The New York Times описала песню как смесь «поп-блеска 80-х и нахальства кантри 90-х».

## Отзывы
Липшутц считал, что «Taste», будучи «безумно симпатичным попурри из поп-стилей», заслуживает того, чтобы быть выбранным в качестве третьего сингла альбома. Далее он описал песню как «электризующий гимн», чей брейкдаун идеально подходит для исполнения Карпентер во время тура на арене. Включив песню в список самых заметных треков недели релиза по версии The New York Times, Золадз разделил аналогичное мнение и посчитал, что песня продолжает «победную серию», начатую предыдущими синглами. Том Брейхан из Stereogum считает, что «Taste» «скоро станет ещё одним хитом».
Rolling Stone назвал трек 20-й лучшей песней 2024 года, заявив, что песня «производит впечатление… Год суперзвезды Сабрины Карпентер начался с „Espresso“, но „Taste“ — это официальное вступление к Short & Sweet, открывающий трек, который является убийственным поцелуем для бывшего и любовницы, с которой он воссоединился. Карпентер пометила свою территорию с этим парнем — она научила его первоклассным шуткам и до сих пор носит его одежду — так что она отрывается по полной, дразня и пританцовывая на своём пути через восхитительные поп-хуки и восхитительные риффы. Приходите за возбуждающим юмором, оставайтесь ради слэшер-видео с участием Дженны Ортеги и бензопилы».

## Награды и номинации
Песня «Taste» получила награду Favorite Song на церемонии Kids’ Choice Awards 21 июня 2025 года, где также были награждены альбом Short n’ Sweet (Favorite Album) и сама Карпентер (Favorite Female Breakout Artist)

## Коммерческие показатели
Песня «Taste» дебютировала на втором месте в американском чарте Billboard Hot 100 за 7 сентября 2024 года. К песне присоединились «Please Please Please» на третьем месте и «Espresso» на четвёртом. Таким образом, Карпентер стала единственной исполнительницей, кроме Битлз, которая за одну и ту же неделю записала три своих первых хита в топ-5 в США. В Канаде «Taste» заняла четвёртое место в Canadian Hot 100, выпущенном за ту же дату.
В Великобритании песня дебютировала как третий сингл Карпентер номер один в UK Singles Chart, а «Please Please» и «Expresso» оказались на втором и третьем местах соответственно в течение той же недели. Это сделало её первой женщиной и третьим исполнителем в целом, получившим одновременно альбом и сингл номер один в Великобритании, а также занявшим три первых места в чарте синглов. Все три песни сохранили свои позиции на следующей неделе, сделав Карпентер единственным, кроме Эда Ширана, исполнителем, который занимал первую тройку две недели подряд.
18 октября 2024 года Taste провёл 8-ю неделю на № 1, а Карпентер стала первой за 71 год истории британских чартов исполнительницей, которая провела 20 недель на первом месте в Official Singles Chart в течение одного календарного года. Ранее лидировали Espresso (7 недель на первом месте) и Please Please Please (5 недель на первом месте). Она стала вторым артистом в истории Официального чарта Великобритании, которому удалось провести 20 недель на первом месте в течение календарного года, уступая лишь Фрэнки Лэйну, который в 1953 году провёл 28 недель на первом месте с песнями «I Believe» (18 недель подряд на первом месте, до сих пор это рекорд самого продолжительного сингла номер 1 в Великобритании), «Hey Joe!» (две недели № 1) и «Answer Me» (восемь недель № 1).
В Австралии песня «Taste» заняла первое место, за ней последовали «Please Please Please» и «Espresso», и Карпентер заняла всю тройку лидеров. В Новой Зеландии «Taste» дебютировала на втором месте. Песня заняла второе место в чарте Billboard Global 200. Она также вошла в топ-15 в национальных чартах звукозаписи, став номером один в Ирландии, номером четыре в Сингапуре, номером шесть в Норвегии, номером девять в Малайзии, номером одиннадцать в Южной Африке и Швеции, номером двенадцать в Дании и Нидерландах.

## Музыкальное видео
Дэйв Мейерс выступил режиссёром клипа, в котором снялась американская актриса Дженна Ортега и канадский актёр Rohan Campbell. В тизере, который Карпентер выложила в сеть, она берёт нож с кровати, заваленной оружием, и заходит в дом. Она поднимается наверх, где застаёт Ортегу в душе с мужчиной. Карпентер отдёргивает занавеску и идёт наносить удары ножом Ортеге, который заметно пугается. Экран становится чёрным, и Карпентер использует нож как зеркало, чтобы поправить помаду, напевая при этом: «О, я оставляю впечатление».
Видео начинается с того, что Карпентер поёт колыбельную, предупреждая, что её спящая цель скоро будет мертва. Затем она проникает в дом своего бывшего парня, планируя напасть на его новую девушку (Ортега) с мачете. Ортега Ортега устанавливает приманку в кровати в кровать и устраивает засаду на Карпентер, стреляя в неё из окна, где она оказывается насаженной на забор. После этого начинается кровавая битва между ними, в которой в качестве оружия используются больничные дефибрилляторы, куклы вуду, а Ортега отрубает Карпентер руку после того, как та застаёт её в душе со своим парнем. Видео заканчивается тем, что две женщины целуются у бассейна, но Ортега случайно убивает парня бензопилой, как выяснилось, она галлюцинировала, целуя Карпентер. На его похоронах они соглашаются, что им лучше быть друзьями, при этом Ортега отмечает, насколько неуверенной в себе была жертва, а Карпентер с юмором соглашается.
Этот клип был вдохновлён фильмом 1992 года, получившим премию «Оскар», «Смерть ей к лицу» с Мерил Стрип, Брюсом Уиллисом и Голди Хоун в главных ролях, который имеет схожий сюжет. В сценах убийств и выборе костюмов также присутствуют явные визуальные отсылки к фильмам «Психо» (1960), «Ценности семейки Аддамс» (1993), «Оборотень» (2000) и «Убить Билла. Фильм 1» (2003).

## Концертные выступления

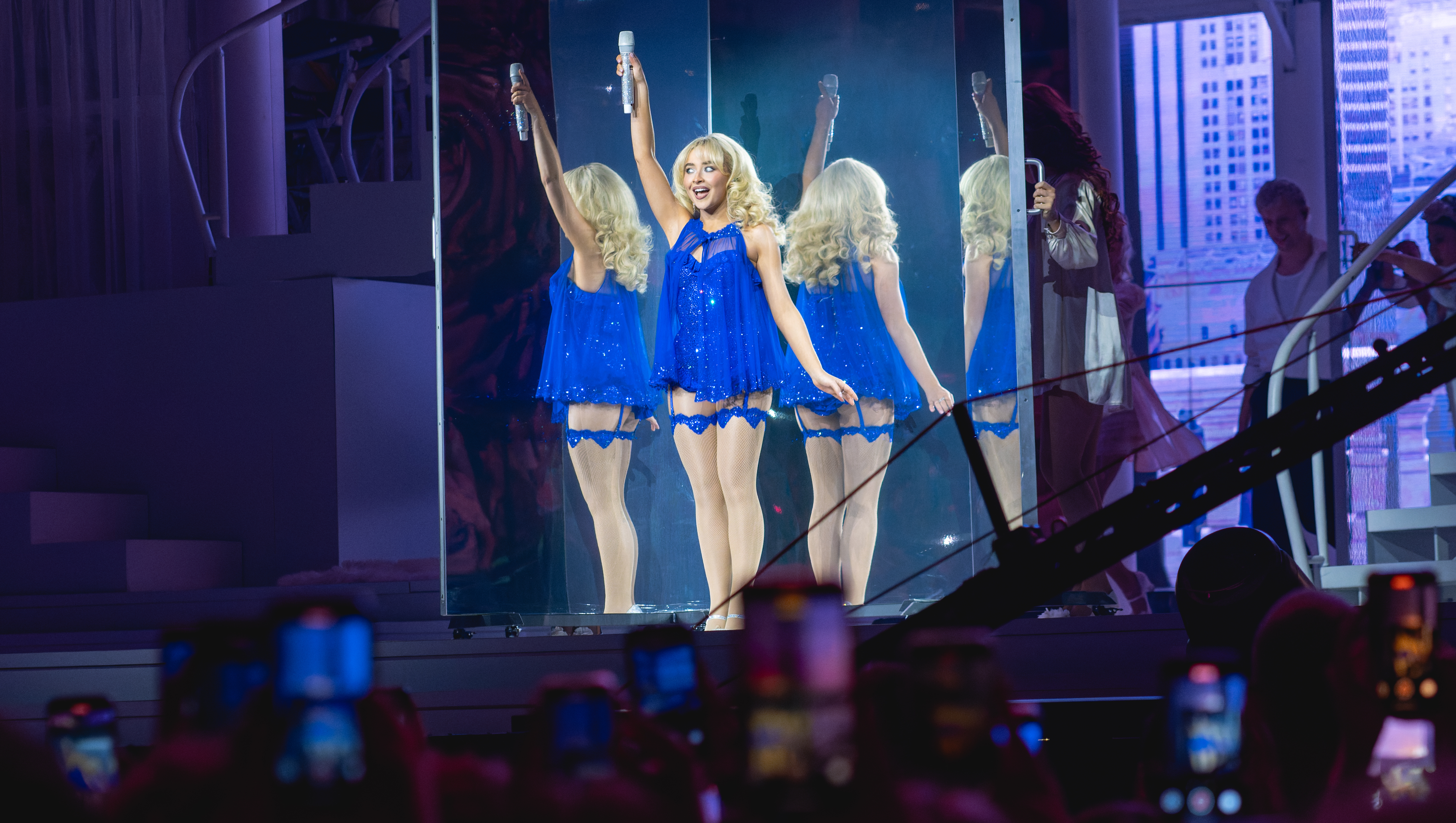
Карпентер исполняет «Taste» (Short n’ Sweet Tour, 2025)

Карпентер исполнила попурри из песен «Taste», «Please Please Please» и «Espresso» на церемонии MTV Video Music Awards 2024 11 сентября 2024 года. Выступление началось с аудиозаписи песни Бритни Спирс «Oops!… I Did It Again» (2000). Расположившись на массивном бриллианте, подвешенном высоко над сценой, Карпентер начала исполнять песню «Please Please Please», пока вокруг неё каскадом сыпались серебряные конфетти. Она опустилась на футуристическую площадку, где астронавт и голубокожий инопланетянин исполнили танец под песню «Taste». Провокационная хореография включала момент, когда инопланетянин игриво закидывал ногу на плечо астронавта, после чего Карпентер вышла на центральную сцену, отодвинула астронавта в сторону и поцеловала женщину-пришельца. Сняв высокий воротник своего украшенного серебром наряда, Карпентер прошлась по подиуму, напевая «Espresso», в окружении танцоров в шлемах, исполняющих космическую тематику под неоновыми вывесками и изображением гигантского лунного человека, уходящего в толпу. Выступление завершилось тем, что Карпентер откинулась на спину в группе танцоров, вдохновлённая сходным образом Мэрилин Монро из фильма «Джентльмены предпочитают блондинок» 1953 года. Лестер Фабиан Брэтвейт из Entertainment Weekly и Ханна Джексон из Vogue посчитали, что Карпентер подражала Спирс, Монро и Мадонне во время её мирового турне Blond Ambition.

## Кавер-версии
6 февраля 2025 года американская певица Поппи исполнила кавер-версию песни «Taste» в прямом эфире Like a Version, с интерполяцией из песни Divinyls «I Touch Myself». Британская певица Beabadoobee сделала кавер на песню и исполнила её на BBC Radio 1 Live Lounge в октябре 2024 года.

## Чарты
| Чарт (2024)                         | Высшая позиция |
| ----------------------------------- | -------------- |
| Австралия (ARIA)                    | 1              |
| Австрия (Ö3 Austria Top 40)         | 14             |
| Бельгия/Фландрия (Ultratop 50)      | 4              |
| Бельгия/Валлония (Ultratop 50)      | 14             |
| Канада (Billboard Canadian Hot 100) | 4              |
| Канада (Billboard CHR/Top 40)       | 8              |
| Канада (Billboard Hot AC)           | 34             |
| СНГ (TopHit Airplay)                | 3              |
| Чехия (Singles Digitál Top 100)     | 15             |
| Дания (Tracklisten)                 | 11             |
| Финляндия (Suomen virallinen lista) | 21             |
| Германия (GfK)                      | 24             |
| Мир (Billboard Global 200)          | 2              |
| Ирландия (IRMA)                     | 1              |
| Нидерланды (Dutch Top 40)           | 3              |
| Нидерланды (Single Top 100)         | 6              |
| Новая Зеландия (Recorded Music NZ)  | 2              |
| Норвегия (VG-lista)                 | 2              |
| Португалия (AFP)                    | 6              |
| Сингапур (RIAS)                     | 4              |
| Словакия (Singles Digitál Top 100)  | 17             |
| Испания (PROMUSICAE)                | 38             |
| Швеция (Sverigetopplistan)          | 9              |
| Швейцария (Schweizer Hitparade)     | 22             |
| Великобритания (OCC UK Singles)     | 1              |
| США (Billboard Hot 100)             | 2              |
| США (Billboard Adult Contemporary)  | 13             |
| США (Billboard Adult Pop Airplay)   | 7              |
| США (Billboard Pop Airplay)         | 1              |

| Чарт (2024)                        | Позиция |
| ---------------------------------- | ------- |
| Австралия (ARIA)                   | 28      |
| Бельгия (Ultratop 50 Flanders)     | 72      |
| Канада (Canadian Hot 100)          | 66      |
| Мир Global 200 (Billboard)         | 142     |
| Нидерланды (Dutch Top 40)          | 21      |
| Нидерланды (Single Top 100)        | 69      |
| Новая Зеландия (Recorded Music NZ) | 42      |
| Филиппины (Philippines Hot 100)    | 69      |
| Россия Airplay (TopHit)            | 85      |
| Великобритания UK Singles (OCC)    | 21      |
| США Billboard Hot 100              | 86      |

## Сертификации
| Регион | Сертификация  | Продажи   |
| --- | ------------- | --------- |
| Австралия (ARIA) | 3× Платиновый | 210 000   |
| Бельгия (BEA) | Золотой       | 20 000    |
| Канада (Music Canada) | 3× Платиновый | 240 000   |
| Дания (IFPI Danmark) | Золотой       | 45 000    |
| Франция (SNEP) | Золотой       | 100 000   |
| Новая Зеландия (RMNZ) | Платиновый    | 30 000    |
| Польша (ZPAV) | Платиновый    | 50 000    |
| Португалия (AFP) | Платиновый    | 10 000    |
| Испания (PROMUSICAE) | Золотой       | 30 000    |
| Великобритания (BPI) | Платиновый    | 600 000   |
| США (RIAA) | 2× Платиновый | 2 000 000 |
| Стриминг |               |           |
| Греция (IFPI Greece) | Золотой       | 1 000 000 |
| Данные о продажах + прослушиваниях приведены только на основе сертификации. · Данные только о прослушиваниях приведены на основе сертификации. |               |           |